# Voo Martinair 495
O voo Martinair 495 foi um DC-10 da companhia aérea dos Países Baixos, com a matrícula PH-MBN, construído em 1975, que se despenhou na pista 11 do Aeroporto de Faro, Portugal, em condições atmosféricas bastante severas, a 21 de dezembro de 1992, às 07h33m UTC. O avião transportava 327 passageiros e 13 tripulantes a bordo, principalmente turistas holandeses. Morreram 54 passageiros, 2 tripulantes e 106 pessoas ficaram gravemente feridas. Foi o mais grave acidente aéreo registado em Portugal desde o voo Independent Air 1851 que se despenhou na Ilha de Santa Maria em 1989.

## Aproximação e aterragem
A tripulação executou os procedimentos de aterragem VOR/DME à pista 11 (agora pista 10) e quando já sobrevoava a pista, a poucos metros do chão, atravessou um túnel de vento com um fluxo vertical de cima para baixo, semelhante a um pequeno tornado invertido, provocado pela tempestade que se fazia sentir, que era acompanhada de chuva e ventos bastante fortes e nuvens baixas. A visibilidade era quase nula.
A torre de controle informou a tripulação da ocorrência de tempestade próxima do aeroporto e da existência de água na pista. O avião aterrou com uma velocidade vertical excessiva, que excedeu as configurações do fabricante.
A seguir à violenta aterragem, o trem principal de estibordo partiu-se e o tanque de combustível da asa direita explodiu. O DC-10 partiu-se em dois e acabaria por se imobilizar ficando a secção frontal de lado. 

## Causa
A causa do acidente foi atribuída às más condições atmosféricas, windshear inesperado na fase final de aproximação em conjunto com uma alta taxa de descida, resultando numa aterragem dura excedendo os limites estruturais impostos pelo fabricante. Também contribuíram para o acidente erros da tripulação, especificamente uma redução prematura de potência, e, aparentemente, não terem notado o Control Wheel Steering (CWS) ter sido desligado.

## Na cultura popular
O acidente fez parte da 22ª temporada da série canadense Air Crash Investigation no episódio "Peril Over Portugal" (no Reino Unido, Austrália e Ásia; "Perigo sobre Portugal" (em Portugal); "Desastre em Portugal" (no Brasil).